# Best Western

Logo-ul Best Western

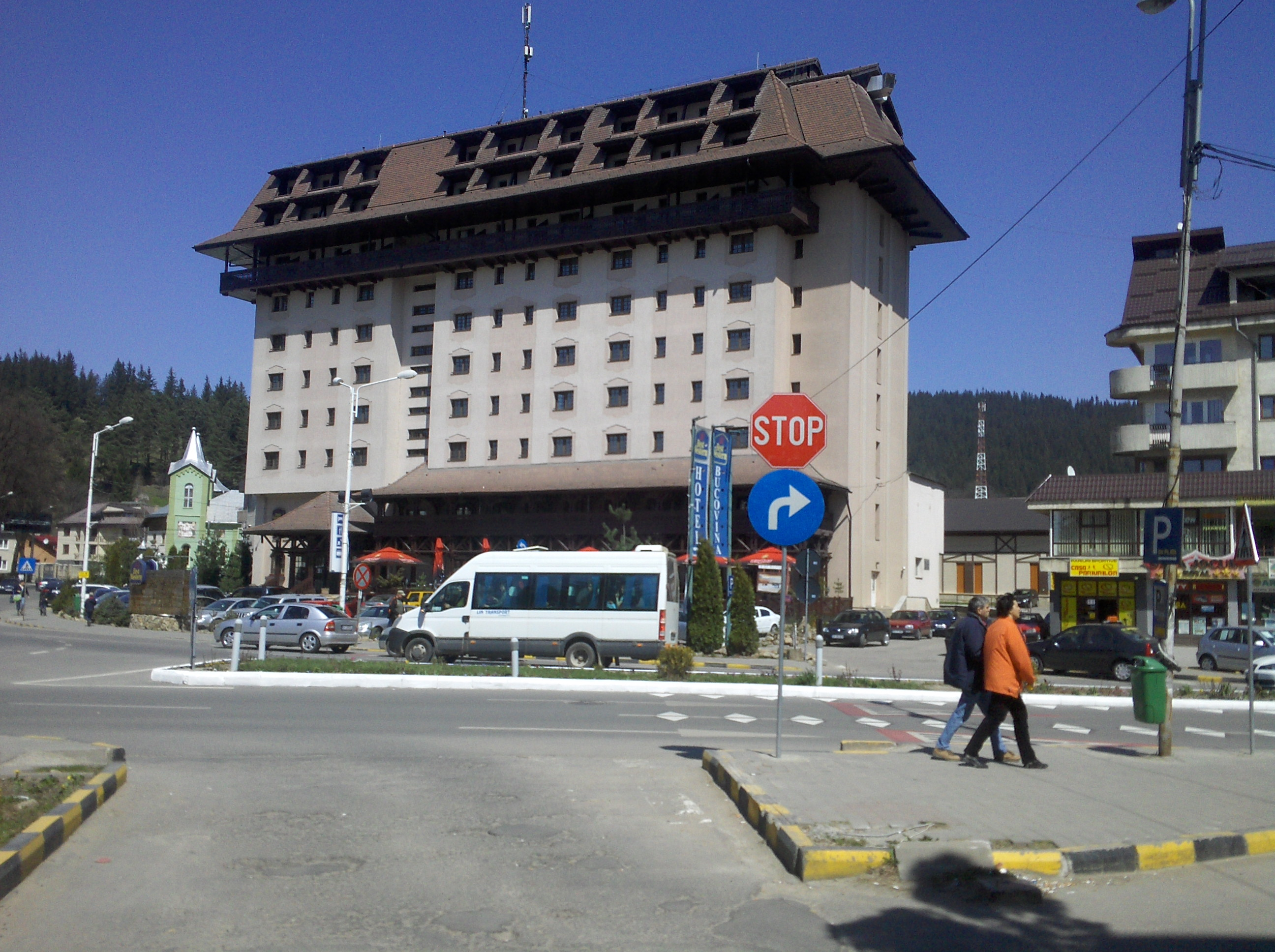
Hotelul „Best Western Bucovina” din Gura Humorului.

Best Western International, Inc. este cel mai mare lanț hotelier din lume, având peste 4.195 de hoteluri în peste 80 de țări diferite. 
Sediul principal al lanțului hotelier se află în Phoenix, Arizona, și gestionează peste 2.000 de hoteluri numai în America de Nord. Best Western are o politică de marketing ce include accesul gratuit la internet în toate hotelurile Best Western. Începând cu anul 2002, Best Western International s-a concentrat pe promovarea brand-ului unor proprietăți din Europa și Asia: Best Western Premier.
Spre deosebire de alte lanțuri hoteliere, fiecare hotel Best Western este deținut și gestionat individual. Best Western nu oferă franciză în modul tradițional, ci acționează ca o asociație nonprofit unde fiecare franciză acționează și votează ca și un membru al asociației.

## Istoric

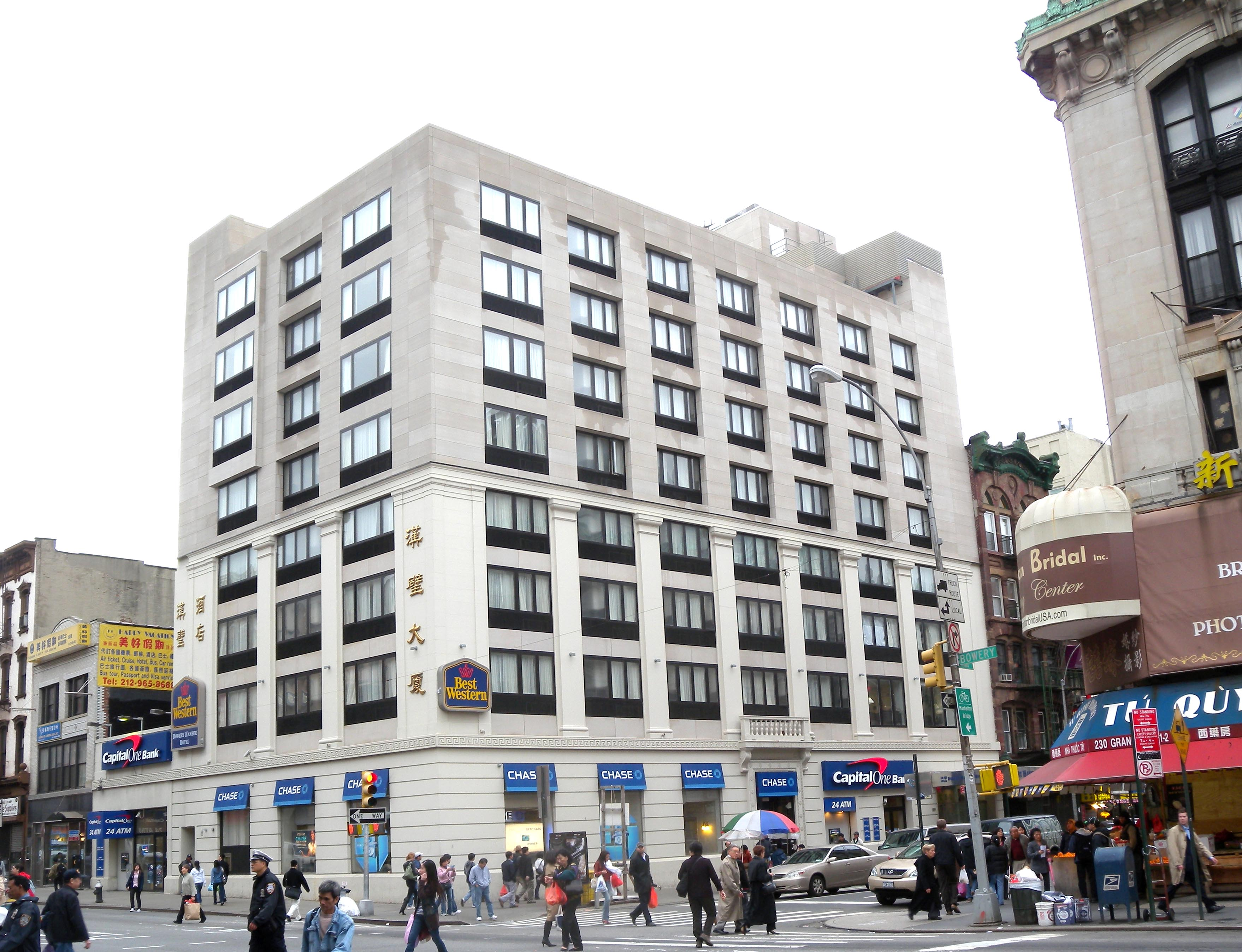
Best Western în The Bowery, Chinatown, Manhattan

Brand-ul Best Western a luat naștere imediat după cel de-al doilea război mondial. La acea vreme, majoritatea hotelurilor erau fie mari proprietăți urbane, fie mici hoteluri familiale. În California a luat naștere o rețea de hoteluri mici, independente, care se recomandau unele pe altele trecătorilor. Această rețea mică și informală s-a dezvoltat într-un final în modernul lanț hotelier Best Western, fondat în anul 1946 de către M.K. Guertin.